# Vilma Kramárová
Vilma Kramárová (23. dubna 1923 - ???) byla slovenská a československá politička Komunistické strany Slovenska a poúnorová poslankyně Národního shromáždění ČSSR.

## Biografie
Ve volbách roku 1960 byla zvolena za KSS do Národního shromáždění ČSSR za Západoslovenský kraj. V Národním shromáždění zasedala až do konce volebního období parlamentu, tedy do voleb v roce 1964.